# Qaumi Taranah
Qaumi Taranah is het nationale volkslied van Pakistan.

## Tekst
Pāk sarzamīn shād bād (پاک سرزمین شاد باد)
Kishwar-e-hasīn shād bād (كشور حسين شاد باد)
Tū nishāne-`azm-e-`ālīshān (تو نشان عزم علیشان)
`Arz-e-Pākistān (ارض پاکستان)
Markaz-e-yaqïn shād bād (مرکز یقین شاد باد)
Pāk sarzamīn kā nizām (پاک سرزمین کا نظام)
Qūwat-e-ukhūwat-e-`awām (قوت اخوت عوام)
Qaum, mulk, sultanat (قوم ملک سلطنت)
Pā-inda tābinda bād (پائندہ تابنندہ باد)
Shād bād manzil-e-murād (شاد باد منزل مراد)
Parcham-e-sitāra-o-hilāl (پرچم ستارہ و ہلال)
Rahbar-e-tarraqqī-o-kamāl (رہبر ترقی و کمال)
Tarjumān-e-māzī, shān-e-hal (ترجمان ماضی شان حال)
Jān-e-istiqbāl (جان استقبال)
Sāyah-e-Khudā-e-Zul Jalāl (سایۂ خدائے ذوالجلال)

## Officiële Engelse vertaling
Blessed is the Sacred Land
Happy and bounteous realm
Symbol of high resolve
Land of Pakistan
Blessed be thou citadel of faith
The Order of this Sacred Land
Is the might of the brotherhood of the people
May the nation, the country, and the state
Shine in glory everlasting
Blessed be the goal of our ambition
This Flag of the Crescent and the Star
Leads the way to progress and perfection
Interpreter of our past
Glory of our present
Inspiration of our future
Symbol of the Almighty's protection

## Nederlandse vertaling
Gezegend is het heilige land
Blij en vrijgevig rijk
Symbool van grote vastberadenheid
Land van Pakistan
Gezegend zijt u, citadel van geloof
De Orde van dit Heilige Land
Is de macht van de broederschap van de mensen
Moge de natie, het land en de staat
Glanzen in eeuwige glorie
Gezegend zij het doel van onze ambitie
Deze vlag van de halve maan en de ster
Leidt de weg naar vooruitgang en perfectie
Vertolker van ons verleden
Glorie van ons heden
Inspiratie voor onze toekomst
Symbool van de bescherming van de Almachtige
Onafhankelijke staten: Afghanistan · Armenië · Azerbeidzjan · Bahrein · Bangladesh · Bhutan · Brunei · Cambodja · China · Cyprus · Filipijnen · Georgië · India · Indonesië · Irak · Iran · Israël · Japan · Jemen · Jordanië · Kazachstan · Kirgizië · Koeweit · Laos · Libanon · Maldiven · Maleisië · Mongolië · Myanmar · Nepal · Noord-Korea · Oezbekistan · Oman · Oost-Timor · Pakistan · Qatar · Rusland · Saoedi-Arabië · Singapore · Sri Lanka · Syrië · Tadzjikistan · Thailand · Turkije · Turkmenistan · Verenigde Arabische Emiraten · Vietnam · Zuid-Korea
Niet algemeen erkende landen: Abchazië · Nagorno-Karabach · Palestina · Taiwan · Turkse Republiek Noord-Cyprus · Zuid-Ossetië